# Austrolestes colensonis
Austrolestes colensonis är en trollsländeart som först beskrevs av White 1846.  Austrolestes colensonis ingår i släktet Austrolestes och familjen glansflicksländor. Inga underarter finns listade i Catalogue of Life.

## Bildgalleri

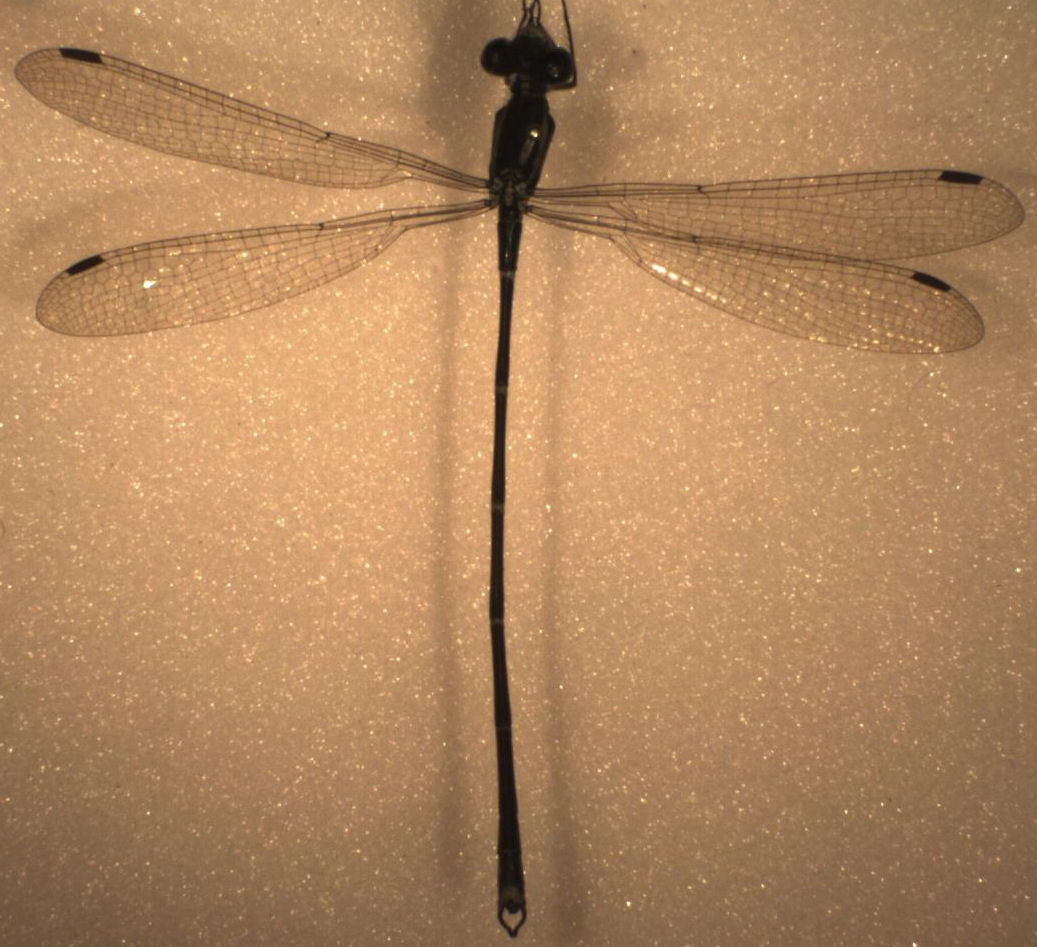